# Соколов, Олег Михайлович (химик)
Оле́г Миха́йлович Соколо́в (3 апреля 1936, Ленинград, РСФСР — 25 апреля 2010, Архангельск, Российская Федерация) — советский и российский химик, доктор химических наук (1989), профессор, ректор Архангельского государственного технического университета (АГТУ) (1987—2006). Заслуженный деятель науки Российской Федерации (2003).

## Биография
В 1960 году с отличием окончил Ленинградский технологический институт  целлюлозно-бумажной промышленности по специальности «Физическая химия высокомолекулярных соединений». Работал инженером-химиком на Архангельском ЦБК. После окончания аспирантуры Архангельского лесотехнического института работал старшим инженером, старшим научным сотрудником Проблемной лаборатории, доцентом кафедры химии древесины, целлюлозы и гидролизного производства. В 1968 году защитил в Риге кандидатскую диссертацию "Изменение молекулярных весов щелочных лигнинов сосны в зависимости от различных параметров натронной и сульфатной варок".
С 1977 года — проректор по вечернему и заочному обучению, с 1981 года — проректор по учебной работе. В 1987 году стал ректором Архангельского лесотехнического института, получившего в 1994 году статус технического университета. В 1989 г. О. М. Соколову присуждена ученая степень доктора химических наук, в 1990 году присвоено учёное звание профессора. В этом же году он избран заведующим кафедрой химии древесины, целлюлозы и гидролизных производств.
Действительный член РАЕН.